# Possenta
Possenta (La Pussénta in dialetto alto mantovano) è una frazione del comune di Ceresara, in provincia di Mantova.

## Origini del nome
Possenta deriva probabilmente dal dialetto "poss" (pozzo) o da Virgo Potens.

## Storia
Nel centro del borgo è situato il Santuario Beata Vergine della Possenta, del XV secolo, al cui interno è collocata la statua in cotto della Vergine che regge sulle ginocchia il bambino.